# Zhang Dan
Zhang Dan (Chinees: 张丹, Harbin, 4 oktober 1985) is een Chinees voormalig kunstschaatsster. Zhang en haar schaatspartner Zhang Hao namen deel aan drie edities van de Olympische Winterspelen: Salt Lake City 2002, Turijn 2006 en Vancouver 2010. In 2006 wonnen Zhang en Zhang (geen familie) olympisch zilver. Ze werden twee keer wereldkampioen bij de junioren (2001, 2003).

## Biografie

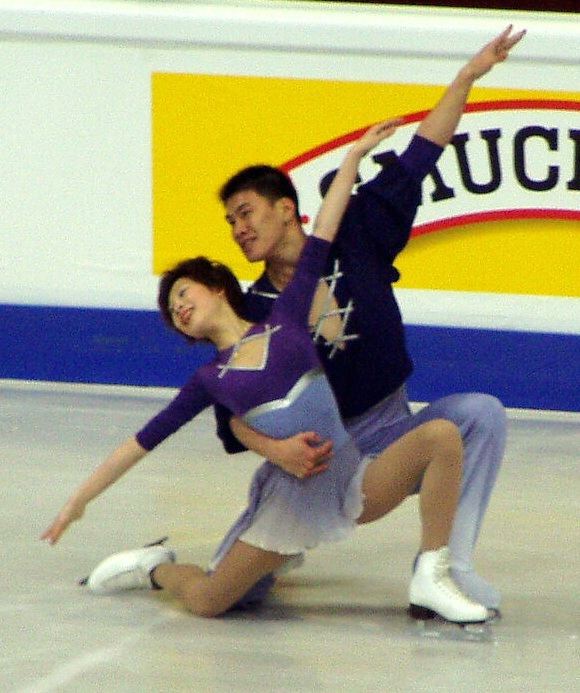
Zhang en Zhang Hao (2004)

Zhang begon in 1992 met schaatsen. Ze werd vijf jaar later gekoppeld aan Zhang Hao, van wie ze overigens geen familie is. Voor het eerst op een WK junioren deden ze in 2000 een viervoudige twistlift. Ze werden er vierde mee. In 2001 en 2003 wonnen ze de wereldtitel bij de junioren. Ze namen zeven keer deel aan de Viercontinentenkampioenschappen. Alle keren wonnen ze een medaille: 2x goud, 2x zilver en 3x brons. Daarnaast namen ze negen keer deel aan de wereldkampioenschappen (3x zilver, 1x brons).
Ze nam met Zhang deel aan drie edities van de Olympische Winterspelen: Salt Lake City 2002, Turijn 2006 en Vancouver 2010. In 2006 wonnen Zhang en Zhang olympisch zilver. Dat was een hele prestatie, aangezien Zhang Dan bij de eerste weggeworpen sprong door haar knie wegzakte. Ze leek de wedstrijd niet voort te kunnen zetten. Na een korte onderbreking vervolgde ze onder luid applaus van het publiek toch de kür. Het duo behaalde ondanks de onderbreking nog een score die goed genoeg was voor zilver. Bij de andere deelnames eindigden ze als 11e in 2002 en als 5e in 2010. In mei 2012 stopte ze met kunstschaatsen om zich te kunnen focussen op haar studie. Zhang Dan ontkende dit in 2014: ze studeerde of werkte niet. De foute informatie was volgens haar verspreid door buitenstaanders. Zhang Hao vervolgde zijn kunstschaatscarrière met Peng Cheng.

## Persoonlijke records
Zhang/Zhang
| records             | punten | datum      | toernooi |
| ------------------- | ------ | ---------- | -------- |
| Hoogste totaalscore | 197.82 | 19-03-2008 | WK       |
| Hoogste korte kür   | 074.36 | 18-03-2008 | WK       |
| Hoogste vrije kür   | 126.58 | 24-03-2010 | WK       |

## Belangrijke resultaten
1997-2012 met Zhang Hao
| Kampioenschap                | 99/00  | 00/01 | 01/02 | 02/03 | 03/04         | 04/05         | 05/06         | 06/07         | 07/08         | 08/09         | 09/10         |               | 11/12         |
| ---------------------------- | ------ | ----- | ----- | ----- | ------------- | ------------- | ------------- | ------------- | ------------- | ------------- | ------------- | ------------- | ------------- |
| Olympische Spelen            |        |       | 11e   |       |               |               | Zilver        |               |               |               | 5e            |               |               |
| Wereldkampioenschap          |        |       | 9e    | 6e    | 5e            | Brons         | Zilver        | 5e            | Zilver        | Zilver        | 5e            |               |               |
| Viercontinentenkampioenschap |        |       | Brons | Brons | Zilver        | Goud          |               |               | Zilver        | Brons         | Goud          |               |               |
| Grand Prix-finale            |        |       |       |       | 6e            | 5e            | Zilver        | Brons         | Zilver        | Zilver        | 6e            |               | 4e            |
| Nationaal kampioenschap      | Zilver | Brons | Brons | Goud  | Zilver        |               |               |               | Goud          |               |               |               | Goud          |
| WK junioren                  | 4e     | Goud  |       | Goud  | geen deelname | geen deelname | geen deelname | geen deelname | geen deelname | geen deelname | geen deelname | geen deelname | geen deelname |
| Junior Grand Prix-finale     | 5e     | Goud  | Goud  |       | geen deelname | geen deelname | geen deelname | geen deelname | geen deelname | geen deelname | geen deelname | geen deelname | geen deelname |